# Loreggia
Loreggia (Vènet Loreja) és un municipi italià, situat a la regió del Vèneto i a la província de Pàdua. L'any 2019 tenia 7 662 habitants.

## Viles agermanades
- Borghetto di Borbera, Itàlia, des de 2001
- Fondazione Città della Speranza, des de 2008